# Parafimoza
Parafimoza (engl. paraphimosis) je vrlo opasna pojava, koja može imati izuzetno ozbiljne posljedice.
U slučaju parafimoze, kožica prevučena preko glansa odn. glavića penisa se ne može vratiti nazad i prekriti glavić – već ostane čvrsto stegnuta oko suženja ispod oboda glavića (u koronarnom sulkusu). Nakon ovoga kožica i glavić mogu oteći uz jake bolove.
Parafimoza nastaje najčešće nakon masturbacije ili seksualnih odnosa, dok je penis u erekciji – no može se desiti i kod djece (iako rijetko) npr. prilikom održavanja higijene ili nasilnog povlačenja fimozne kožice (v. fimoza). 
Parafimoza je opasna s obzirom na to da čvrsto stegnuta kožica ispod glavića ometa cirkulaciju krvi i limfe. S vremenom, zbog blokade cirkulacije, može doći i do gangrene glansa penisa. (v. gangrena)
Ovo je akutno oboljenje koje zahtjeva hitnu intervenciju urologa. Liječenje se obavlja ručnim vraćanjem kožice preko glavića, a ponekad ja za to potreban i kirurški zahvat, odn. zarezivanje kožice. Ako je prošlo dulje vrijeme od pojave parafimoze, te moguće pojave gangrene tkiva glavića, operacija je neizbježna – urolog u prvoj intervenciji mora zarezati kožicu kako bi oslobodio glavić penisa, a nakon toga slijedi i radikalno obrezivanje kožice.

## Pročitajte više
- fimoza